# Hird

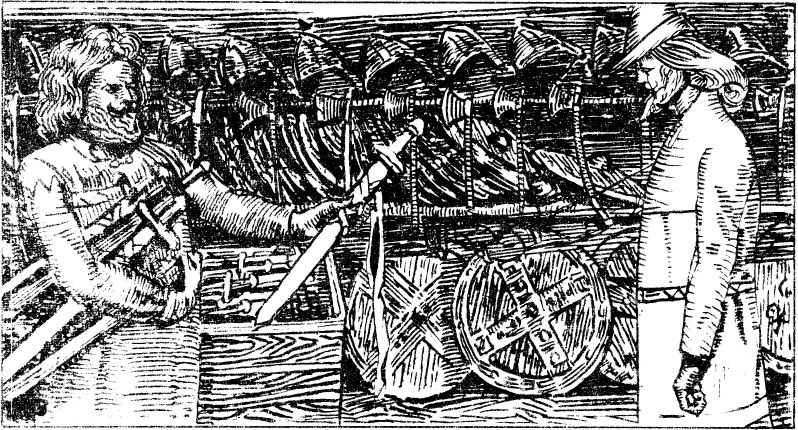
Sigvat Thordarsson reçoit une épée en tant que berger d'Olav le Saint. Dessin de Christian Krohg de 1899.

La hird, en Scandinavie médiévale, était à l'origine une garde armée informelle et personnelle, dont les membres étaient appelés hirdmenn ou huskarlar (équivalent scandinave des housecarls anglo-saxons). Le nom en vint à désigner non seulement le noyau des gardes de l'armée royale, mais aussi de manière plus formelle la cour du roi de Norvège dans son ensemble .

## Étymologie
Le terme vient du vieux norrois hirð, lui-même issu du vieil anglais hir(e)d, « maison, famille, suite, cour » ou peut-être du vieil allemand heirat « mariage », qui peuvent tous deux désigner un « groupe d'hommes » quelconque ou être plus directement liés à la notion de gardiens d'un domaine ou à l'idée d'hommes possédant leur propre maison ou leur propre domaine.

## Histoire
Bien que le terme soit souvent utilisé dans les sagas et les codes de lois scandinaves, il s'agit d'un terme médiéval - les sagas ont été principalement écrites au XIIe siècle en utilisant la langue de leur temps. On ne sait pas avec certitude quel terme hirð a remplacé avec le temps, bien que les termes hlid et lið  soient utilisés dans les sources danoises pour les guerriers de la suite de Knut le Grand
Sous le règne d'Håkon IV (1204-1263), la hird norvégienne n'était plus exclusivement axée sur la fonction militaire, et avait acquis plusieurs subdivisions sur les modèles continentaux, avec les écuyers (kertilsveinr, littéralement « hommes à la bougie », qui tenaient traditionnellement les bougies lors des cérémonies de la hird), des hommes d'armes (hirdmenn) et des chevaliers (skutilsveinr, littéralement "hommes de table"). En outre, il y avait des gestir d'extraction modeste, qui ne recevaient que la moitié du salaire des hirdmenn et servaient comme une sorte de service de renseignement, n'étant pas autorisés à s'asseoir à la table du roi pour le dîner, à part le jour de Noël et le jour de Pâques, lorsque tout le monde était rassemblé et des sections du recueil des lois de la hird, le Hirdskraa, était lues ou récitées. Les strates supérieures de la hird fournissaient la base de recrutement de nombreux fonctionnaires royaux, et la plupart des fonctionnaires externes à la hird furent également intégrés à cette dernière avec le temps. Sous le règne de Magnus VI, les anciennes lois de la hird furent incorporées dans le Hirdskraa. Pendant le règne d'Håkon V (1299 – 1319), les titres nordiques furent abandonnés entièrement au profit des titres continentaux. L'accent fut mis sur la hird du roi de Norvège en tant que communauté d'égaux, une société chevaleresque de guerriers dans laquelle, techniquement, le roi était le premier parmi ses pairs.

## Hirdmaðr
Hirdmaðr (pluriel hirdmenn) est un mot appartenant aux langues scandinaves (notamment le norvégien et le suédois), désignant littéralement une personne qui est membre d'un "ménage" ou d'une "famille".
Il est utilisé pour désigner, à l'origine dans la mythologie nordique, les compagnons de la garde informelle du roi ou les serviteurs des puissants, dans les anciens temps païens, surtout en tant que compagnons d'armes, puis plus tard en tant que courtisans. Ce développement n'est pas sans rappeler celui des thegns ou des comites romains.
Lorsque la hird royale norvégienne devint une cour officielle, le terme hirdmaðr devint le plus haut des quatre rangs qui la composaient, désignant les magnats autorisés à siéger au conseil royal, qui avaient donc leur mot à dire dans les affaires gouvernementales et autres questions importantes.
Sous le règne du collaborateur nazi Vidkun Quisling, le mot a de nouveau été utilisé en Norvège dans son sens originel de «guerriers», au sein de troupes militaires. Voir Hird (nazi).